# Абрахам Поляк
Абрахам Нахум Поляк е израелски историк.

## Биография
Роден е на 2 септември 1910 г. в Киев в еврейско семейство, което се изселва в Палестина през 1923 г. Професор е по средновековна история в Университета на Тел Авив. Автор е на спорна теория за хазарския произход на евреите ашкенази.